# Erythrodiplax solimaea
Erythrodiplax solimaea is een libellensoort uit de familie van de korenbouten (Libellulidae), onderorde echte libellen (Anisoptera).
De wetenschappelijke naam Erythrodiplax solimaea is voor het eerst geldig gepubliceerd in 1911 door Ris.